# Anikó Szabó
Anikó Szabó (Alemania, 1945), es una arquitecta, artista plástica y pintora de origen húngaro, nacida en Alemania y nacionalizada argentina.

## Biografía
Anikó nació en Alemania en 1945. Era hija del ingeniero y retratista László Dobosi Szabó y la actriz Anna-Mária Tahy, quienes se radicaron en Argentina exiliados de la Europa de posguerra. La pareja tenía otras dos hijas, Éva y Annamária, esta última nacida ya en Argentina. Su madre falleció cuando ella era muy chica, el 13 de enero de 1950 en Buenos Aires en un accidente. Ella luego se nacionalizó argentina.
Desde niña comenzó a dibujar, sin embargo, al terminar el secundario decidió estudiar arquitectura en la Facultad de Arquitectura, Diseño y Urbanismo (FADU) de la Universidad de Buenos Aires, recibiéndose en el año 1974. Luego también se desempeñó como docente universitaria en la FADU y en la Facultad de Arquitectura y Urbanismo de la Universidad Nacional de La Plata.
Comenzó a presentar obras artísticas en exposiciones en el año 1981, logrando posteriormente reconocimiento, lo que le valió obtener numerosos premios y distinciones. Su estilo se vincula con el arte naïf, creando obras luminosas, en las que no respetan las reglas de perspectiva y las escalas. Ella ha pintado tanto en láminas, tarjetas postales, tapices y carátula de libros. También realizó murales gigantes ubicados en la vía pública, como en la cafetería y bar notable La Biela.
El 13 de setiembre de 2013, y los días siguientes, Anikó tuvo una importante repercusión mediática producto del doble suicidio de la astrologa Lilly Sullos y su hermano Luis, ambos de origen húngaro como ella. Lilly Sullos era amiga de Anikó, a quién consideraba como una hija. Luis le envió un mail explicando la decisión a Anikó debido al deterioro en la salud de Lilly. Ella avisó rápidamente a la policía, quienes constataron las dos muertes. Luego quedó como administradora de la sucesión de sus bienes.